# Grabowo (powiat wągrowiecki)
Grabowo – wieś w Polsce położona w województwie wielkopolskim, w powiecie wągrowieckim, w gminie Gołańcz.
W latach 1954–1958 wieś należała i była siedzibą władz gromady Grabowo, po jej zniesieniu w gromadzie Gołańcz. W latach 1975–1998 miejscowość należała administracyjnie do województwa pilskiego.